# Primer Ministre de la República Democràtica del Congo
El Primer Ministre és el Cap de Govern de la República Democràtica del Congo.

## Primers Ministres
(Les dates en cursiva indiquen una successió de facto)
| Mandat                                   | Cap d'estat                   | Cap d'estat                                                        | Partit    | Notes                                                                |
| ---------------------------------------- | ----------------------------- | ------------------------------------------------------------------ | --------- | -------------------------------------------------------------------- |
| República del Congo                      |                               |                                                                    |           |                                                                      |
| 24 de juny de 1960 5 de setembre de 1960 | Patrice Lumumba               | Patrice Lumumba, primer ministre                                   | MNC (L)   | Deposat                                                              |
| 5 setembre 1960 20 setembre 1960         |                               | Joseph Iléo, primer ministre                                       | MNC (K)   | 1r mandat                                                            |
| 20 setembre 1960 10 març 1960            |                               | Albert Ndele, president de la Junta de Comissaris Generals         | s/p       |                                                                      |
| 4 octubre 1960 9 febrer 1961             |                               | Justin Marie Bomboko, President del Consell de Comissaris Generals | s/p       |                                                                      |
| 13 desembre 1960 5 agost 1961            |                               | Antoine Gizenga, primer ministre                                   | MNC (L)   | 1r mandat; govern rebel a Stanleyville                               |
| Febrer 9 1961 2 agost 1961               |                               | José Iléo, primer ministre                                         | MNC (K)   | 2n mandat                                                            |
| 2 agost 1961 30 juny 1964                | Cyrille Adoula                | Cyrille Adoula, primer ministre                                    | MNC       |                                                                      |
| 10 juliol 1964 1 agost 1964              | Moise Tshombe                 | Moise Tshombe, primer ministre                                     | CONAKAT   |                                                                      |
| República Democràtica del Congo          |                               |                                                                    |           |                                                                      |
| 1 agost 1964 13 octubre 1965             | Moise Tshombe                 | Moise Tshombe, primer ministre                                     | CONAKAT   |                                                                      |
| 18 octubre 1965 14 novembre 1965         |                               | Evariste Kimba, primer ministre                                    | BALUBAKAT |                                                                      |
| 25 novembre 1965 octubre 26, 1966        |                               | Léonard Mulumba, primer ministre                                   | Militar   |                                                                      |
| 26 octubre 1966 27 octubre 1971          | Abolit                        | Abolit                                                             | Abolit    | Abolit                                                               |
| Zaire                                    |                               |                                                                    |           |                                                                      |
| 27 octubre 1971 6 juliol 1977            | Abolit                        | Abolit                                                             | Abolit    | Abolit                                                               |
| 6 juliol 1977 6 març 1979                |                               | Mpinga Kasenda, Primer Comissionat Estatal                         | MPR       |                                                                      |
| 6 març 1979 27 agost 1980                |                               | Bo-Boliko Lokonga Monse Mihambo, Primer Comissionat Estatal        | MPR       |                                                                      |
| 27 agost 1980 23 abril 1981              |                               | Jean Nguza Karl-i-Bond, Primer Comissionat Estatal                 | MPR       | 1r mandat, va fugir a l'exili mentre era de visita oficial a Bèlgica |
| 23 abril 1981 5 novembre 1982            |                               | N'singa Udjuu Ongwabeki Untubu, Primer Comissionat Estatal         | MPR       |                                                                      |
| 5 novembre 1982 31 octubre 1986          |                               | Kengo Wa Dondo, Primer Comissionat Estatal                         | MPR       | 1r mandat                                                            |
| 22 gener 1987 7 març 1988                |                               | Mabi Mulumba, Primer Comissionat Estatal                           | MPR       |                                                                      |
| 7 març 1988 26 novembre 1988             |                               | Sambwa Demani Nbagui, Primer Comissionat Estatal                   | MPR       |                                                                      |
| 26 novembre 1988 4 maig 1990             |                               | Kengo Wa Dondo, Primer Comissionat Estatal                         | MPR       | 2n mandat                                                            |
| 4 maig 1990 5 juliol 1990                |                               | Lunda Bululu, Primer Comissionat Estatal                           | MPR       |                                                                      |
| 5 juliol 1990 1 abril 1991               | Lunda Bululu, primer ministre |                                                                    | MPR       |                                                                      |
| 1 abril 1991 29 setembre 1991            |                               | Mulumba Lukoji, primer ministre                                    | MPR       | Hi renuncià després dels motins militars a Kinshasa                  |
| 29 setembre 1991 1 novembre 1991         | Étienne Tshisekedi            | Étienne Tshisekedi, primer ministre                                | UDPS      | 1r mandat                                                            |
| 1 novembre 1991 25 novembre 1991         |                               | Bernardin Mungul Diaka, primer ministre                            | RDR       |                                                                      |
| 25 novembre 1991 15 agost 1992           |                               | Jean Nguza Karl-i-Bond, primer ministre                            | UFERI     | 2n mandat                                                            |
| 15 agost 1992 18 març 1993               | Étienne Tshisekedi            | Étienne Tshisekedi, primer ministre                                | UDPS      | 2n mandat                                                            |
| 18 març 1993 14 gener 1994               |                               | Faustin Birindwa, primer ministre                                  | UDPS      |                                                                      |
| 6 juliol 1994 2 abril 1997               |                               | Kengo Wa Dondo, primer ministre                                    | UDI       | 3r mandat                                                            |
| 2 abril 1997 9 abril 1997                | Étienne Tshisekedi            | Étienne Tshisekedi, primer ministre                                | UDPS      | 3r mandat                                                            |
| 9 abril 1997 16 maig 1997                |                               | Likulia Bolongo, primer ministre                                   | Militar   | Deposat al final de la Primera Guerra del Congo                      |
| República Democràtica del Congo          |                               |                                                                    |           |                                                                      |
| 16 maig 1997 30 desembre 2006            | Abolit                        | Abolit                                                             | Abolit    | Abolit                                                               |
| 30 desembre 2006 10 oct 2008             |                               | Antoine Gizenga, primer ministre                                   | PALU      | 2n mandat                                                            |
| 10 octubre 2008 6 març 2012              | Adolphe Muzito                | Adolphe Muzito, primer ministre                                    | PALU      |                                                                      |
| 6 març 2012 18 abril 2012                |                               | Louis Alphonse Koyagialo, primer ministre interí                   | PALU      |                                                                      |
| 18 abril 2012                            | Matata Ponyo Augustin         | Matata Ponyo Augustin, primer ministre                             | PALU      |                                                                      |

## Partits
- MNC (L) - Moviment Nacional Congolès (Lumumba)
- MNC (K) - Moviment Nacional Congolès (Kalonji)
- MNC - Moviment Nacional Congolès
- CONAKAT - Confederació d'Associacions Tribals de Katanga
- BALUBAKAT - Associació General dels Baluba de Katanga
- MPR - Moviment Popular de la Revolució
- UDPS - Unió per la Democràcia i el Progrés Social
- RDR - Assemblea Democràtica per la República
- UFERI - Unió de Federalistes i Republicants Independents
- UDI - Unió de Demòcrates Independents
- PALU - Partit Lumumbista Unificat
- Militar
- s/p - Sense partit